# Oxyopes takobius
Oxyopes takobius är en spindelart som beskrevs av Jekaterina Michajlovna Andrejeva och Viktor Tysjtjenko 1969. Oxyopes takobius ingår i släktet Oxyopes och familjen lospindlar. Inga underarter finns listade i Catalogue of Life.